# Посёлок имени Свердлова
Посёлок и́мени Свердло́ва — посёлок городского типа во Всеволожском районе Ленинградской области.
Административный центр Свердловского городского поселения.
Состоит из микрорайонов: Свердлова-1 («Красная Звезда»), Свердлова-2 («Щербинка»), «Петрова Дача», «Овцино», «Малые Пороги», «Микрорайон № 2», «Старая Дача».

## Название
Своё название населённый пункт получил в честь революционера-большевика Я. М. Свердлова. В 1961 году построенному кирпичным заводом имени Свердлова посёлку было присвоено наименование — имени Свердлова.

## История

### Дореволюционная Россия
Первые поселения на месте будущего посёлка упоминаются ещё на шведских картах Ингерманландии XVII века. Так, на карте штабс-капитана Бергенгейма, по состоянию на 1676 год, упомянута деревня «Rajatorp», что в переводе означает — «граница надела». Позже, в 1696 году, она же именовалась «Borotki» и «Reijo» в 1701 году.

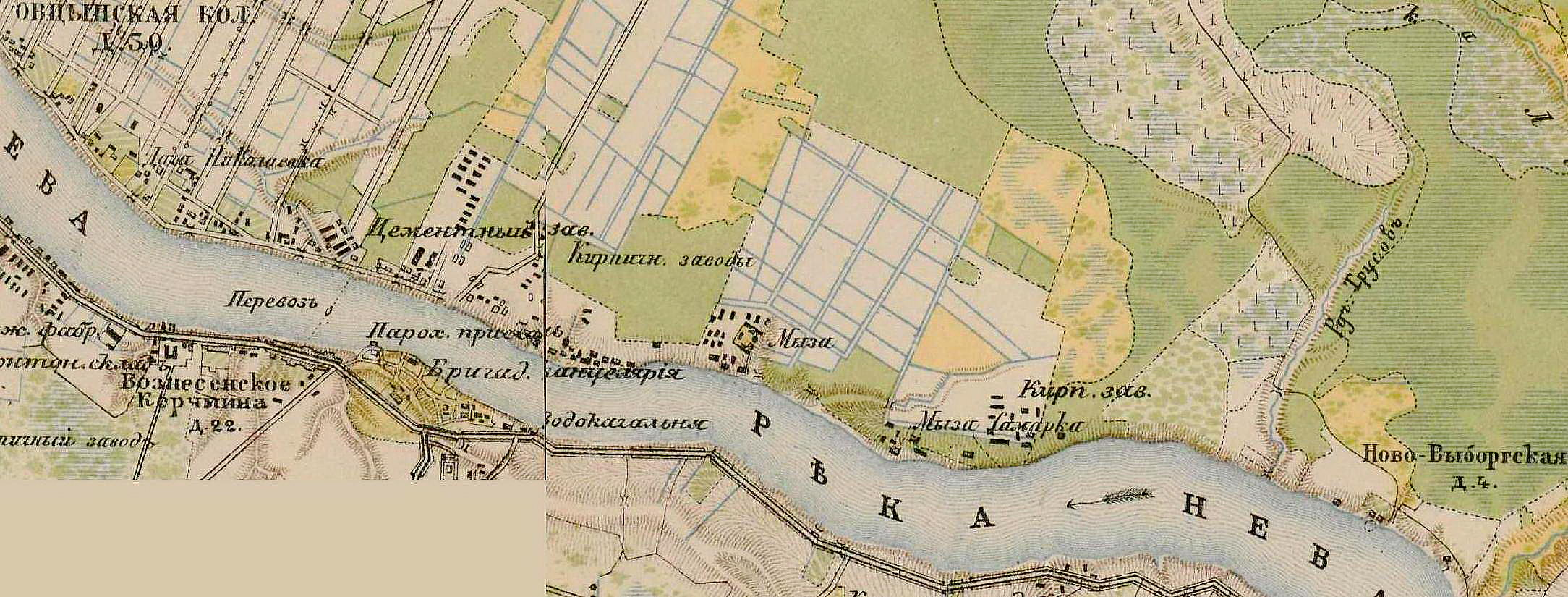
Земли современного посёлка им. Свердлова на карте 1885 года

Современный посёлок имени Свердлова образовался как сезонный посёлок рабочих кирпичного завода, построенного И. К. Пироговым.
15 октября 1979 года решением Леноблисполкома № 390 посёлок имени Свердлова был отнесён к категории рабочих поселков. Тем же постановлением в состав рабочего посёлка имени Свердлова были включены слившиеся с ним посёлки Красная Звезда, Ермак, а также деревни Овцино, Щербинка, Петрова Дача, Старая Дача и Малые Пороги.
Последние 200 лет история посёлка и его отдельных микрорайонов, неразрывно связана с кирпичным производством.

### Свердлова-1 («Красная звезда»)
В 1874 году купец Иван Кондратьевич Пирогов арендовал у генерала А. А. Чоглокова 215 десятин земли за 150 рублей арендной платы в год и в 1875 году построил кирпичный завод, причём на арендованной земле уже был кирпичный завод «Самарка», принадлежавший барону В. А. Ренненкампфу. В 1882 году новым хозяином завода стал сын И. К. Пирогова — Иван Иванович Пирогов.

ИМЕНИЕ ПИРОГОВА — кирпичный завод на собственной земле, на правом берегу р. Невы, 1 двор, 69 м. п., 38 ж. п., всего 107 чел. (1896 год)

В 1897 году рядом со своим заводом купец И. И. Пирогов выстроил усадьбу. К 1905 году потомственный почётный гражданин Иван Иванович Пирогов имел в собственности 320 десятин земли, а на его заводе трудились 232 рабочих. В 1917 году кирпичный завод Пирогова был переименован в кирпичный завод № 5.

### Свердлова-2 («Щербинка»)
На «Карте окружности Санкт-Петербурга» 1810 года на месте современного микрорайона упоминается Кирпичный завод Скачкова.
Почётный гражданин Григорий Сергеевич Растеряев владел кирпичным заводом в деревне Щербинка (имение «Щербинское болото») близ колонии Овцино с 1835 года. В конце XIX века, под управлением детей Растеряева, на нем работало более 250 человек и производилось 16 млн штук кирпича в год. Рядом с ним работал открытый в 1853 году кирпичный завод «Самарка» действительного статского советника, барона Владимира Андреевича Ренненкампфа. На нём работало 400 рабочих и производилось 10 млн штук кирпича.

РЕННЕНКАМПФА — дача, при реке Неве, 4 двора, 9 м. п., 2 ж. п., завод кирпичный.

РАСТЕРЯЕВА — дача, при реке Неве, 3 двора, 3 м. п., 1 ж. п., завод кирпичный. (1862 год)

В 1863 году мызу Щербинка на 72 десятинах земли купил за 4757 рублей купец П. Н. Серебрянников.

САМАРКА (ЩЕРБИНКА) — мыза, при которой имелся кирпичный завод, на владельческой земле, при реке Неве; постройки устроены по кирпичному заводу, не имея двора, временно на разных местах люди жили от 3-х до 6-ти месяцев, 260 м п., 60 ж. п., всего 320 чел.; заводские постройки находились в отдалении от других владельческих земель, имелся 1 постоялый двор.

ЩЕРБИНКА — дача Ренненкампфа, на собственной земле, на берегу р. Невы 1 двор, 5 м. п., 4 ж. п., всего 9 чел. постоялый двор, мелочная лавка.

ЩЕРБИНКА — имение Растеряева, кирпичный завод при р. Неве 1 двор, 30 м. п., 10 ж. п., всего 40 чел.

ИМЕНИЕ КАРПЕНКО — владельческая усадьба, на собственной земле, на правом берегу р. Большой Невы 1 двор, 4 м. п., 3 ж. п., всего 7 чел. между имениями Пирогово и Ренненкампф. (1896 год)

В 1905 году на кирпичном заводе «Самарка» трудилось 296 рабочих, а в 1914 году уже 400 человек. В 1917 году кирпичный завод Ренненкампфа был переименован в кирпичный завод № 7.
В 1958 году население деревни Щербинка составляло 293 человека.

### Овцино
Были свои кирпичные заводы и в Овцыне (фин. Valittula), а первое поселение на месте будущей деревни, впервые упоминается ещё в 1640 году в шведских Писцовых книгах Ингрии, как селение «Kirvila».
Название же Овцыно происходит от фамилии гидрографа Овцына Дмитрия Леонтьевича (1704—1757), сделавшего описание и карту побережья Невы, за что ему были пожалованы земли в этих местах.

ОВЦЫНА — деревня принадлежит статской советнице Вере Фрязиной, жителей по ревизии 26 м. п., 27 ж. п.

Близ оной: Кирпичные заводы. (1838 год)

В 1860 году в колонии был открыт молитвенный дом.

ОВЦЫНА — немецкая колония, при реке Неве, 30 двора, 104 м. п., 104 ж. п. (1862 год)

Согласно материалам по статистике народного хозяйства Шлиссельбургского уезда с 1868 по 1878 год земли под дачи в колонии Овцыно приобрели: дворянка В. В. Бергель, германский подданный И. И. Брейтигам, почётный гражданин Д. Я. Зуев, полковник Н. И. Крыштановский, мещане Лангины (5 участков), почётный гражданин Г. С. Растеряев и статский советник В. А. Ренненкампф.
Согласно подворной переписи 1882 года в колонии проживали 52 семьи в 50 домохозяйствах, число жителей: 170 м. п., 166 ж. п., из них лютеране: 164 м. п., 163 ж. п.; основные посевные площади у колонистов занимал картофель, а также овёс, в меньшей степени рожь и ячмень; в хозяйстве у них числилось 96 лошадей и 53 коровы.
В 1884 году, для постройки дач, 28 десятин земли в колонии Овцыно купил потомственный почётный гражданин М. В. Калужский.
В 1887 году 70 десятин земли в колонии Овцыно за 4300 рублей приобрёл коллежский советник А. Ф. Зенов.

КОЛОНИЯ ОВЦЫНО — посёлок, населен колонистами, находящимися в ведении Новосаратовской вол. Петербургского у. и 5-ю собственниками, на правом берегу р. Невы 8 дворов, 37 м. п., 37 ж. п., всего 74 чел.

КОЛОНИЯ ОВЦЫНО — посёлок собственника, на правом берегу р. Невы 4 двора, 144 м. п., 170 ж. п., всего 314 чел. смежен с имениями Кононова, Брайдигама, Фукса и католическим немецким приютом 1 школьный, 1 молитвенный дома, винная лавка, 1 мелочная лавка.

ОВЦЫНО (РОСТА) — владельческая усадьба, на собственной земле, на правом берегу р. Невы 1 двор, 11 м. п., 12 ж. п., всего 23 чел.

ОВЦЫНСКОЕ ИМЕНИЕ И. И. БРЕЙТЕГАМА — владельческая усадьба на собственной земле, при р. Неве 1 двор, 8 м. п., 1 ж. п., всего 9 чел. смежно с лютеранским Мариинским приютом и колонией ОВЦЫНО.

ЕВАНГЕЛИЧЕСКИЙ МАРИИНСКИЙ ПРИЮТ — владельческая усадьба, на собственной земле, на правом берегу р. Невы 1 двор, 25 м. п., 26 ж. п., всего 51 чел., смежна с имениями Брейтегама и Роста.

КАТОЛИЧЕСКИЙ ПРИЮТ для девочек — аренда от г-жи Герман, на правом берегу р. Большой Невы 1 двор, 9 м. п., 159 ж. п., всего 168 чел., находился среди колонии ОВЦЫНО, часовня. (1896 год)

В 1896 году молитвенный дом был перестроен в кирху и при ней была открыта школа на 55 учащихся. В том же году потомственный почётный гражданин, купец второй гильдии Дмитрий Иванович Тырлов-Жданков выкупил завод А. И. Фукса в колонии Овцыно и открыл своё кирпичное производство.
Согласно данным первой переписи населения Российской империи:

ОВЦЫНО — колония, православных — 166, протестантов — 413, мужчин — 275, женщин — 274, обоего пола — 549. (1897 год)

В 1897 году рядом с заводом Тырлова-Жданкова был построен кирпичный завод купца Макария Тимофеевича Стрелина.
К 1904 году в колонии насчитывалось 500 прихожан.

ОВЦИНО — селение Новосаратовского сельского общества Новосаратовской волости, число домохозяев — 43, наличных душ — 212; Количество земли — 593 дес., собственная.

ОВЦИНО — селение Среднерогатского сельского общества Среднерогатской волости, число домохозяев — 1, наличных душ: 5 м. п., 4 ж. п.; Количество земли — 16 дес. 1800 саж. (1905 год)

В конце XIX — начале XX века административно относилось к Колтушской волости 2-го стана Шлиссельбургского уезда Санкт-Петербургской губернии.
В 1905 году в колонии Овцино работала одноклассная лютеранская церковно-приходская школа, католический приют и цементный завод «Звезда» Жирарда де Сукантона. В «Памятной книжке» за 1905 год было указано: «Овцына — деревня, бывшая немецкая колония, с большим кирпичным заводом Ренненкампфа, изготовляющим кирпича при 400 рабочих, слишком на 100 тысяч рублей и цементным заводом Жирарда-де-Сукантон, под фирмой „Звезда“, выработывающим портландскаго цемента на 42 тыс. рублей».
В 1909 году Овцынская колония насчитывала 58 дворов.
В 1914 году в Овцынской лютеранской церковно-приходской школе учительствовали И. И. Берзина и Ф. И. Берзина.
В 1917 году кирпичный завод Тырлова-Жданкова был переименован в кирпичный завод № 8.
Овцынская волость, выделившаяся из состава Колтушской волости, была образована в феврале 1918 года, ликвидирована в начале 1922 года, а её территория вошла в состав Ивановской волости.

### СССР
После Октябрьской революции в Овцыне возникла сельскохозяйственная артель «Работник».
По данным губернской переписи 1920 года национальный состав населения Овцынской волости выглядел следующим образом:
- русские — 493 (63,20 %)
- финны — 250 (32,05 %)
- эстонцы — 37 (4,74 %)

В 1926 году в колонии проживало 1073 человека из них 529 — немцы.
Точная дата образования Овцинского (начиная с 1920-х годов, вместо Овцыно в официальных документах стало употребляться Овцино) сельсовета не установлена, но известно, что в августе 1927 года Овцинский сельсовет вошёл в состав Колпинского района Ленинградской области из Октябрьской волости Ленинградского уезда Ленинградской губернии.
В 1930 году Овцинский сельсовет вошёл в состав вновь образованного Ленинградского Пригородного района, он включал в себя 7 населённых пунктов — 174 двора, в которых проживало 906 жителей. На его территории находились: кирпичный завод им. Свердлова, торфопредприятие «Самарка», артели «Красный Усть-Ижорец», «Большевик» и «Красная Звезда».
В 1931 году в Овцине был организован колхоз им. Макса Гёльца, названный так в честь немецкого революционера, а всего в колонии насчитывалось 174 двора и 901 житель. 17 августа того же года, Овцинский сельсовет был присоединен к Усть-Ижорскому сельсовету.
В 1933 году объединённый Усть-Ижорский сельсовет состоял из 2 деревень, 1 села и 109 хозяйств; на его территории работали: 2 совхоза, 2 колхоза, 1 транспортный промсовхоз, 4 подсобных хозяйства при фанерном и кирпичном заводах, торфопредприятие «Самарка», 8 школ, больница, поликлиника, 11 здравпунктов, 3 аптеки, 13 клубов, ветпункт и агропункт.
В 1940 году колония насчитывала 114 дворов.
Овцино до 1942 года — место компактного проживания российских немцев.
Указом Президиума Верховного Совета РСФСР от 28 апреля 1948 года Усть-Ижорский сельсовет был переименован в Овцинский сельсовет и передан из Павловского района во Всеволожский район.
Указом Президиума Верховного Совета РСФСР от 16 июня 1954 года к Овцинскому сельсовету был присоединен Островский сельсовет.
В 1957 году Овцинский сельсовет включал в себя следующие населенные пункты, деревни: Большие Пороги, Малые Пороги, Громова Дача, Петрова Дача, Маслово, Самарка, Овцино, Оранжерейка, Островки, Щербинка.
При сельсовете работали: совхоз «Овцино», торфопредприятие «Самарка», кирпичные заводы «Ермак», им. Свердлова и «Красная Звезда».
В 1958 году население деревни Овцыно составляло 832 человека.
В 1960 году колхоз им. Макса Гёльца был ликвидирован, а его земли и фонды переданы колхозу «Красный Октябрь».
По данным 1966 и 1973 годов деревня называлась Овцино и являлась административным центром Овцинского сельсовета.
В апреле 1980 года решением Леноблисполкома Овцинский сельсовет был упразднён.
Скважины в Овцине давали воду, соответствующую по химическому составу минеральной воде типа «Мирогородская» (хлоридно-натриевая с минерализацией 2-5 г/л).

### Малые Пороги
В деревне Малые Пороги (фин. Karjalankyla), (до середины 1930-х — деревня Ново-Выборгская) работал кирпичный завод «Громов и К°».
Деревня Ново-Выборгская упоминается на карте 1885 года и состоит всего из 4 дворов.

ДАЧА ГРОМОВА и К° — владельческая усадьба, на собственной земле, на правом берегу р. Невы 1 двор, 1 м. п. (1896 год)

Завод был построен в 1896 году.
В 1905 году на нём трудилось 117 рабочих. Владельцем завода, а также землевладельцем, был действительный статский советник Владимир Александрович Ратьков-Рожнов, ему в Малых Порогах принадлежала 431 десятина земли.
В 1909 году в деревне Ново-Выборгская было 9 дворов. Большую часть населения деревни составляли переселенцы и потомки переселенцев из Финляндии, так называемые «финляндские карелы».

МАЛЫЕ ПОРОГИ — деревня Островского сельсовета, 158 чел. (1939 год)

Деревня Малые Пороги на карте 1939 года

В 1940 году деревня насчитывала 24 двора.

## География
Посёлок расположен на правом берегу Невы, ниже Ивановских порогов, напротив устья реки Ижоры.
Имеет общую административную границу с Санкт-Петербургом по реке Неве. Посёлок им. Свердлова граничит со внутригородским муниципальным образованием Санкт-Петербурга Усть-Ижора и внутригородским муниципальным образованием Санкт-Петербурга Понтонный.
Через посёлок проходит автодорога 41К-078 (Санкт-Петербург — Всеволожск).
Расстояние до районного центра — 27 км.

## Демография
| 1862    | 1989    | 1997    | 2002    | 2006    | 2009    | 2010    |
| ------- | ------- | ------- | ------- | ------- | ------- | ------- |
| 208     | ↗8905   | ↗9400   | ↘9197   | ↘9100   | ↘9046   | ↗9260   |
| 2012    | 2013    | 2014    | 2015    | 2016    | 2017    | 2018    |
| ↗9303   | ↗9488   | ↗9936   | ↘9804   | ↘9783   | ↗10 162 | ↗10 641 |
| 2019    | 2020    | 2021    | 2023    | 2024    | 2025    |         |
| ↗11 099 | ↗11 445 | ↗12 644 | ↗12 658 | ↘12 608 | ↗12 816 |         |

Согласно данным Всероссийской переписи населения 2021 года в посёлке проживали 12 644 человека, из них:
 русские — 8450, армяне — 93, азербайджанцы — 48, таджики — 39, украинцы — 36, татары — 31, узбеки — 27, белорусы — 21, чуваши — 11, молдаване — 10, грузины — 8, киргизы — 8, лезгины — 6, удмурты — 6, немцы — 5, болгары — 4, буряты — 4, табасараны — 4, туркмены — 4, казахи — 3, мордва — 3, осетины — 3, вепсы — 2, карелы — 2, ногайцы — 2, греки — 1, евреи — 1, корейцы — 1, литовцы — 1, марийцы — 1, казаки — 1, талыши — 1, тувинцы — 1, французы — 1, хакасы — 1, ханты — 1, чеченцы — 1, эстонцы — 1, другие национальности — 149 человек, остальные национальность не указали.

## Экономика
В посёлке работают: чайно-кофейная фабрика «Орими», кирпичный завод «Эталон», бетонный завод ООО «Евробетон».

## Достопримечательности
В посёлке сохранились остатки прежней кирпичной фабрики, в том числе водонапорная башня (конец XIX века), а также Никольская церковь (1997), перестроенная из здания Дома культуры, расположенного в бывшем усадебном доме В. А. Ренненкампфа (год постройки — 1906, архитектор В. А. Покровский).
Несостоявшейся достопримечательностью стал запланированный, но нереализованный проект создания вблизи посёлка Национального парка-музея «Человек и Среда». Получивший признание и высокую оценку отечественных и зарубежных учёных-специалистов и деятелей культуры, он был включён в Генеральный план развития Санкт-Петербурга и Ленинградской области до 2005 года, но так и не был воплощён в жизнь, хотя под его реализацию уже была отведена территория около 3600 га. Автором проекта был выдающийся архитектор, художник, культуролог и этнолог Г. В. Пионтек.

## Транспорт
| №    | Конечная остановка 1 | Конечная остановка 2    | Примечания |
| ---- | -------------------- | ----------------------- | --- |
| 476  | Ломоносовская        | Посёлок имени Свердлова | Социальный автобусный маршрут города Санкт-Петербурга. Оплата наличными не принимается, возможна активация отложенного пополнения карты «Подорожник» |
| 603  | Всеволожск, вокзал   | Посёлок имени Свердлова | Маршрут Всеволожского района |
| 692А | Оранжерейка          | Улица Дыбенко           | Маршрут Всеволожского района |

## Улицы посёлка
1-й микрорайон, 2-й микрорайон, Аллейная, Болотная, Владимирская, Дачная, Ермаковская, Западный проезд, Кольцевая, Лесопарковая, Малые Пороги, Набережная, Невская, Овцинская, Овцинская 1-я линия, Овцинская 10-я линия, Овцинская 11-я линия, Овцинская 12-я линия, Овцинская 13-я линия, Овцинская 14-я линия, Овцинская 2-я линия, Овцинская 3-я линия, Овцинская 4-я линия, Овцинская 5-я линия, Овцинская 6-я линия, Овцинская 7-я линия, Овцинская 8-я линия, Овцинская 9-я линия, Озёрная, Октябрьская, Октябрьская 1-я линия, Октябрьская 2-я линия, Октябрьская 3-я линия, Ольховая, Петрова Дача, Петрозаводская, Садовая, Старая Дача, Щербинка, Щербинка 1-я линия, Щербинка 2-я линия.